# Ocellularia udupiensis
Ocellularia udupiensis är en lavart som beskrevs av Patw., Sethy & Nagarkar 1986. Ocellularia udupiensis ingår i släktet Ocellularia och familjen Thelotremataceae.   Inga underarter finns listade i Catalogue of Life.